# 僱傭勞動
僱傭勞動（wage labor），是一種以雇佣來形成的社會經濟關係，在簽定正式或非正式的僱傭合約後，勞工提供自己的勞動，以換取雇主提供的薪資。這個交易發生在勞動市場上，在一個競爭性的勞動市場中，市場會決定勞動力的均衡價格，決定了工資或薪水。勞動經濟學主要研究的對象即是僱傭勞動。马克思主义認爲僱傭勞動是奴役人類的制度，應該廢除。